# Cathédrale du Christ-Roi de Daloa
Cette  cathédrale n’est pas la seule cathédrale du Christ-Roi.
La cathédrale du Christ-Roi de Daloa est le siège du diocèse de Daloa en Côte d'Ivoire.
La paroisse, fondée par le P. Théodore Tranchant, a célébré ses 75 ans en 2011. L'église du Christ-Roi a été consacrée par Mgr Kirmann en 1941.